# Antena Eltanin

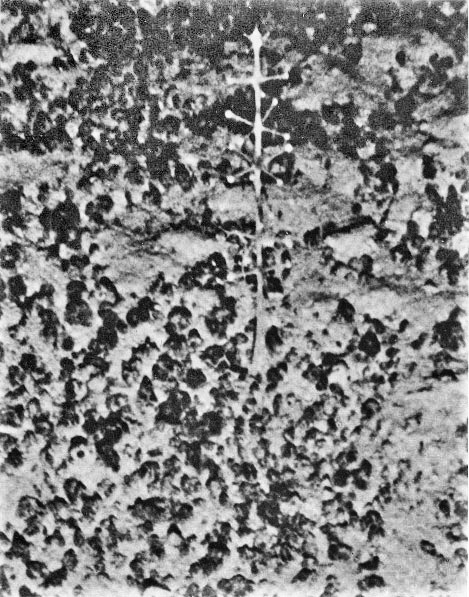
La foto que va fer l'USNS Eltanin de la Antena Eltanin, l'any 1964.

L'Antena d'Eltanin és el nom que se li dona a un estrany objecte ubicat al fons marí, el qual fou fotografiat l'any 1964 pel vaixell d'investigació oceanogràfica de l'Antàrtida conegut com a USNS Eltanin, mentre fotografiava l'oest del Cap d'Hornos.
Donada la seva estructura regular, que manté molta semblança amb la forma d'una antena i la seva posició sota el mar, a una profunditat de 4.115 metres, hi ha qui pensa que es tracta d'un artefacte procedent d'una civilització antiga molt avançada tecnològicament i que ja ha desaparegut (com per exemple la mítica Atlàntida), o bé portada a la Terra per extraterrestres o procedent del futur.
No obstant tot això, ha sigut classificada oficialment com a simplement un exemplar d'esponja Cladorhiza concrescens, la qual fou descrita per primera vegada per l'oceanògraf Alexander Agassiz l'any 1888.